# ای‌آی‌اس ایرلاینز
ای‌آی‌اس ایرلاینز (به انگلیسی: AIS Airlines) یک شرکت هواپیمایی با کد یاتا IS است که در ۲۰۰۹ میلادی تأسیس شده‌است. دفتر مرکزی ای‌آی‌اس ایرلاینز در فرودگاه لیلی‌استاد واقع شده‌است.